# Governació d'Al-Daqahliyah
La governació d'Al-Daqahliyah (àrab: محافظة الدقهلية, muḥāfaẓat ad-Daqahliyya) és una governació o muhàfadha egípcia de la part oriental del delta del Nil. La capital és Mansura o al-Mansura. Té una població d'uns cinc milions d'habitants i una superfície de 3500 km². Les principals ciutats són Mit Ghamr, Bilqas, i Manzalah.
El seu nom deriva de la ciutat de Daqahla, en llengua copta Tkehli. La província d'aquest nom es va crear ja al final del segle xi i ha subsistit fins al dia d'avui, però al llarg de la història ha tingut una superfície diferent segons les èpoques.

## Governadors provincials
- Ismail Farid: (Setembre 1960 - octubre 1965)
- Abd Fattah Fouad: (Octubre 1965 - octubre 1966)
- Abd Fattah Aly Ahmed: (Febrer 1967 - octubre 1971)
- Abd El-Megeed Shedid: (Octubre 1971 - setembre 1972)
- Mohamed Ibrahim Dakrory: (Setembre 1972 - febrer 1975)
- Mohamed Aly Rasheed: (Febrer 1975 - maig 1977)
- Mohamed Abd El-Gany Mahmoud: (Maig 1977 - desembre 1977)
- Tawfeek Hamed Karara: (Desembre 1977 - octubre 1978)
- Saad Mohamed El-Sherbiny: (Novembre 1978 - maig 1980)
- Tawfeek Hamed Karara (segona vegada): (Maig 1980 - febrer 1984)
- Saad Mohamed El-Sherbiny (segona vegada): (Febrer 1984 - abril 1989)
- Mohamed Hussim Madyan: (Abril 1989 - març 1991)
- Mustafa Kamel: (març 1991 - abril 1993)
- Ibrahim Hassan El- Sheek: (Abril 1993 - Gener 1996)
- Faker El-Din Khalid Abdo: (Gener 1996 - octubre 1999)
- Mohamed Mustafa El-Shenawy: (Octubre 1999 - juliol 2001)
- Ahmed Said Sawwan: (Juliol 2001 - 2008).
- Samir Salaam : (2008 - actualitat).

## Divisions administratives
La província està dividida en setze regions (markaz) i tres ciutats:
- Al Manzalah
- Al Matariyyah
- Al Gammaliyyah
- Meit Salseel
- Minyat al-Nasr
- Dikirnis
- Bani Ebeid
- Temayy al-Amdeed
- Al Senbellawein
- Mahallat Damanah
- Mansura
- Aga
- Mit Ghamr
- Belqas
- Sherbeen
- Talkha
- Gamasa (ciutat a la markaz de Belqas)
- Al Kurdi (ciutat a la markaz de Minyat al-Nasr)
- Nabarowh (ciutat a la markaz de Talkha)